# Atletica leggera ai Giochi della XXXII Olimpiade - 3000 metri siepi maschili

Video della Finale

Ai Giochi della XXXII Olimpiade la competizione dei 3000 metri siepi maschili si è svolta dal 30 luglio al 2 agosto 2021 presso lo Stadio nazionale di Tokyo.

## Presenze ed assenze dei campioni in carica
| Competizione         | Atleta               | Prestazione | Tokyo 2020 |
| -------------------- | -------------------- | ----------- | ---------- |
| Olimpiadi 2016       | Conseslus Kipruto    | 8'03"28     | Non qual.  |
| Commonwealth 2018    | Conseslus Kipruto    | 8'10"08     | Non qual.  |
| Europei 2018         | M. Mekhissi-Benabbad | 8'31'66”    | Non selez. |
| Asiatici 2018        | Hossein Keihani      | 8'22”79     | Non qual.  |
| Africani 2019        | Benjamin Kigen       | 8'12”39     | Presente   |
| Mondiali 2019        | Conseslus Kipruto    | 8'01"35     | Non qual.  |
|                      |                      |             |            |
| Mondiali junior 2018 | Takele Nigate        | 8'25”35     | Non selez. |

Graduatoria mondiale
In base alla classifica della Federazione mondiale, i migliori atleti iscritti alla gara erano i seguenti:
| Pos. | Atleta              | Punti | Note |
| ---- | ------------------- | ----- | ---- |
| 1    | Lamecha Girma       | 1432  |      |
| 2    | Soufiane El Bakkali | 1432  |      |
| 3    | Getnet Wale         | 1417  |      |

## La gara
Nella prima batteria il ritmo è molto acceso. Vince Lamecha Girma (Etiopia) con 8'09”83. Dietro di lui, a pochi centesimi, il giapponese Ryuji Miura, che batte il record nazionale (che resisteva dal 1993) con 8'09”92. Impresa notevole anche per il fatto che è ancora Junior. Per la prima volta in gare mondiali, due atleti corrono un turno preliminare in meno di 8'10”.

Nella terza serie avviene l'imponderabile: un kenyota non accede alla finale. Si tratta di Leonard Bett, il campione nazionale. Per i kenyoti è un brutto presagio. I tempi delle tre batterie sono stati così veloci che quattro atleti che hanno corso in meno di 8'20” non si sono qualificati.

In finale, il primo km è lento: 2'50”04. Il secondo è leggermente più veloce: 2'45”62. In testa ci sono i due etiopi, Girma e Wale, seguiti dai due kenyoti, Benjamin Kigen e Abraham Kibiwott. A due giri dalla fine Soufiane El Bakkali rinviene dal gruppo e si porta in quarta posizione. Dopo il salto della barriera è terzo. Suona la campanella dell'ultimo giro. Il secondo dei kenyoti, Kibiwott, si stacca definitivamente. Dopo l'ostacolo El Bakkali aumenta il ritmo e supera in successione i due etiopi. Si presenta da solo sul rettifilo finale e vince da dominatore. Girma è secondo; Wale è inciampato ed è stato superato da Kigen, che coglie il Bronzo.
Il Kenya aveva sempre vinto le siepi da nove edizioni consecutive (1984-2016). Il bronzo ottenuto a Tokyo non può che rappresentare un'enorme delusione.

## Risultati

### Batterie
Qualificazioni: i primi tre di ogni batteria (Q) e i sei successivi migliori tempi (q) si qualificano per la finale.

#### Batteria 1
| Posizione | Corsia | Nome              | Nazionalità   | Tempo   | Note |
| --------- | ------ | ----------------- | ------------- | ------- | ---- |
| 1         | 4      | Lamecha Girma     | Etiopia       | 8'09"83 | Q    |
| 2         | 9      | Ryuji Miura       | Giappone      | 8'09"92 | Q    |
| 3         | 5      | Benjamin Kigen    | Kenya         | 8'10"80 | Q    |
| 4         | 2      | Ala Zoghlami      | Italia        | 8'14"06 | q    |
| 5         | 11     | Mohamed Tindouft  | Marocco       | 8'15"91 | q    |
| 6         | 7      | John Gay          | Canada        | 8'16"99 | q    |
| 7         | 15     | Djilali Bedrani   | Francia       | 8'20"23 |      |
| 8         | 1      | Mason Ferlic      | Stati Uniti   | 8'20"23 |      |
| 9         | 14     | Albert Chemutai   | Uganda        | 8'29"81 |      |
| 10        | 8      | Vidar Johansson   | Svezia        | 8'32"86 |      |
| 11        | 10     | Karl Bebendorf    | Germania      | 8'33"27 |      |
| 12        | 13     | Carlos San Martin | Colombia      | 8'33"47 |      |
| 13        | 3      | Phil Norman       | Gran Bretagna | 8'46"57 |      |
|           | 6      | Fernando Carro    | Spagna        | dnf     |      |
|           | 12     | John Koech        | Bahrein       | dnf     |      |

#### Batteria 2
| Posizione | Corsia | Nome                 | Nazionalità   | Tempo   | Note                                     |
| --------- | ------ | -------------------- | ------------- | ------- | ---------------------------------------- |
| 1         | 12     | Abraham Kibiwott     | Kenya         | 8'12"25 | Q                                        |
| 2         | 13     | Getnet Wale          | Etiopia       | 8'12"55 | Q                                        |
| 3         | 7      | Ahmed Abdelwahed     | Italia        | 8'12"71 | Q                                        |
| 4         | 8      | Matthew Hughes       | Canada        | 8'13"56 | q                                        |
| 5         | 11     | Yemane Haileselassie | Eritrea       | 8'14"63 | q                                        |
| 6         | 5      | Benard Keter         | Stati Uniti   | 8'17"31 | q                                        |
| 7         | 2      | Avinash Sable        | India         | 8'18"12 | Record nazionale                         |
| 8         | 14     | Sebastián Martos     | Spagna        | 8'23"07 |                                          |
| 9         | 6      | Ryoma Aoki           | Giappone      | 8'24"82 |                                          |
| 10        | 4      | Abdelkarim Ben Zahra | Marocco       | 8'28"63 | Miglior prestazione personale stagionale |
| 11        | 3      | Edward Trippas       | Australia     | 8'29"90 |                                          |
| 12        | 10     | Louis Gilavert       | Francia       | 8'36"35 |                                          |
| 13        | 15     | Emil Blomberg        | Svezia        | 8'39"57 |                                          |
| 14        | 1      | Zak Seddon           | Gran Bretagna | 8'43"29 |                                          |
| 15        | 9      | Hichem Bouchicha     | Algeria       | 8'44"75 |                                          |

#### Batteria 3
| Posizione | Corsia | Nome                | Nazionalità | Tempo   | Note                          |
| --------- | ------ | ------------------- | ----------- | ------- | ----------------------------- |
| 1         | 1      | Soufiane El Bakkali | Marocco     | 8'19"00 | Q                             |
| 2         | 5      | Topi Raitanen       | Finlandia   | 8'19"17 | Q                             |
| 3         | 11     | Alexis Phelut       | Francia     | 8'19"36 | Q                             |
| 4         | 3      | Osama Zoghlami      | Italia      | 8'19"51 |                               |
| 5         | 8      | Leonard Bett        | Kenya       | 8'19"62 |                               |
| 6         | 10     | Hillary Bor         | Stati Uniti | 8'19"80 |                               |
| 7         | 6      | Ben Buckingham      | Australia   | 8'20"95 | Miglior prestazione personale |
| 8         | 13     | Ole Hesselbjerg     | Danimarca   | 8'24"08 |                               |
| 9         | 4      | Tadese Takele       | Etiopia     | 8'24"69 |                               |
| 10        | 2      | Altobeli Silva      | Brasile     | 8'29"17 |                               |
| 11        | 7      | Simon Sundstrom     | Svezia      | 8'29"84 |                               |
| 12        | 14     | Kosei Yamaguchi     | Giappone    | 8'31"27 |                               |
| 13        | 12     | Daniel Arce         | Spagna      | 8'38"09 |                               |
| 14        | 9      | Matthew Clarke      | Australia   | 8'42"37 |                               |

### Finale

Video della Finale

| Record mondiale      | Saif Shaheen      | 7'53"63 | Bruxelles      | 3 settembre 2004 |
| Record olimpico      | Conseslus Kipruto | 8'03"28 | Rio de Janeiro | 17 agosto 2016   |
| Capolista stagionale | Lamecha Girma     | 8'07"75 | Monaco         | 9 luglio 2021    |

Lunedì 2 agosto, ore 21:15.
| Posizione | Corsia | Nome                 | Nazionalità | Tempo   | Note                                     |
| --------- | ------ | -------------------- | ----------- | ------- | ---------------------------------------- |
| Oro       | 6      | Soufiane El Bakkali  | Marocco     | 8'08"90 |                                          |
| Argento   | 5      | Lamecha Girma        | Etiopia     | 8'10"38 |                                          |
| Bronzo    | 3      | Benjamin Kigen       | Kenya       | 8'11"45 |                                          |
| 4         | 14     | Getnet Wale          | Etiopia     | 8'14"97 |                                          |
| 5         | 12     | Yemane Haileselassie | Eritrea     | 8'15"34 |                                          |
| 6         | 11     | Matthew Hughes       | Canada      | 8'16"03 |                                          |
| 7         | 13     | Ryuji Miura          | Giappone    | 8'16"90 |                                          |
| 8         | 8      | Topi Raitanen        | Finlandia   | 8'17"44 | Miglior prestazione personale stagionale |
| 9         | 2      | Ala Zoghlami         | Italia      | 8'18"50 |                                          |
| 10        | 9      | Abraham Kibiwott     | Kenya       | 8'19"41 |                                          |
| 11        | 7      | Benard Keter         | Stati Uniti | 8'22"12 |                                          |
| 12        | 1      | Alexis Phelut        | Francia     | 8'23"14 |                                          |
| 13        | 10     | Mohamed Tindouft     | Marocco     | 8'23"56 |                                          |
| 14        | 15     | Ahmed Abdelwahed     | Italia      | 8'24"34 |                                          |
| 15        | 4      | John Gay             | Canada      | 8'35"41 |                                          |